# Obična tikvica
Obična tikvica (vrg tikva, tikva vrg (lat. Lagenaria siceraria) je biljka puzavica iz porodice Cucurbitaceae (u koju pripadaju i krastavci kao i ostale tikve i bundeve).
Uzgaja se zbog svojih plodova, koji se ili beru mladi i koriste kao povrće ili se beru kada sazriju i osuše pa se koriste za razne namjene kao što su: posude, pribor ili lule. Mladi plodovi imaju svjetlo zelenu glatku koru i meso bijele boje. 
Ova biljka je jedna od prvih uzgajanih biljaka na svijetu i uzgajana je ne zbog hrane, već zbog praktične upotrebe. Potječe iz Azije ili Afrike. To je jedina vrsta tikve, koja se uzgajala u Europi prije otkrića Amerike, iz koje potječe većina ostalih vrsta tikava i bundeva. 
Meso ove tikve sadrži 85-95% vode i niske je kalorijske vrijednosti od 20 kcal/100 g. Pored vode sadrži i nešto ugljikohidrata, bjelančevina, vitamina A, B i C i minerale kalcij i željezo. 
Izdanci, hvataljke i lišće ove biljke mogu se također koristiti u prehrani. 

## Upotreba u kulinarstvu
Tikva vrg često se koristi kao povrće u južnokineskoj kuhinji i to kao sastojak juhe ili se prži u woku. 
U Japanu se najčešće prodaje u obliku suhih, mariniranih komada poznatih kao „kanpyo“, koji su jedan od sastojaka za izradu rolanog sushija. U talijanskoj kuhinji poznata je kao cucuzza (množina: cucuzze).
U Srednjoj Americi sjemenke ove tikve prže se i melju i zajedno s drugim sastojcima (uključujući rižu, cimet i piment) koriste za izradu tradicionalnog napitka "horchata". Vrg je poznat pod nazivom morro ili jicaro.
U Tanzaniji sjemenke s mesnim omotačem pažljivo se kuhaju sa šećerom i zatim boje različitim prehrambenim bojama radi dobivanja slatkiša pod nazivom "buyu" (množina:"mabuyu").
U Indiji poznata je kao lauki, dudhi ili ghiya na hindiju, churakka na malajalamu, Jatilao na asamskom, lau na bengalskom, Sora kaaya na telugu, dudhi-Bhopala na maratiju, sorekayi na kannadajskom i suraikkaai ili sorakkay na tamilskom. 
Na arapskom jeziku ova tikva naziva se qara. Mladi nježni plodovi kuhaju se kao ljetne bundevice. 
U Vijetnamu poznata je kao bau canch ili bau nam i koristi se u velikom broju jela: kuhana i pržena, a koristi se i kao ljekovita biljka.

## Praktična upotreba
Osušena tikva vrg koristi se kao lula za pušenje. U dramskoj umjetnosti lula od tikve koristi se kao model za lulu Sherlocka Holmesa, iako pisac Arthur Conan Doyle nikada nije spominjao ovakav oblik lule. 
U nekim dijelovima Indije osušena tikva (nazvana surai-kuduvai na tamilskom) koristi se kao plovak za učenje plivanja u seoskim područjima. Osušena i očišćena kora tradicionalno se koristi za izradu glazbenih instrumenata kao što su tanpura, veena itd.
Na Karibima vrg najčešće se koristi za izradu posuđa poput šalica. Može se koristiti za nošenje vode ili raznih predmeta poput riba za vrijeme ribolova itd. U nekim zemljama zanatlije od njih izrađuju raznobojne torbe. Na Jamajci su zaštitni znak življenja u skladu s prirodom Rastafarijanaca. Na Haitiju ova biljka je visoko poštovana, jer se koristi za izradu svetih zvečki koje se koriste u Vudu religiji.